# ランドスケープコンサルタンツ協会
一般社団法人ランドスケープコンサルタンツ協会（英名：CONSULTANTS OF LANDSCAPE ARCHITECTURE）は、日本におけるランドスケープコンサルタントで構成されるランドスケープコンサルティング業界団体。略称は「CLA」。全国に６つの支部がある。
1964年、建設コンサルタント登録制度開始に伴い、任意団体の造園設計事務所連合を発足。その後1967年に日本造園設計事務所連合に改組、1985年から建設大臣許可の社団法人の日本造園コンサルタント協会(Japan Landscape Consultants Association, 略称：JLCA）を設立。1998年に社団法人日本造園コンサルタンツ協会（Consultants of Landscape Architecture in Japan, 略称：CLA)、1999年に社団法人ランドスケープコンサルタンツ協会に名称変更する。2012年に内閣総理大臣認可の一般社団法人に移行。
会員は、ランドスケープ関連のコンサルタント業を営み、会の趣旨に賛同する法人を正会員とし、このほかに造園設計を業とし、正会員となることを目途としている法人又は個人の準会員、会の目的に賛同し、事業の推進に協力する法人や個人又は団体の賛助会員、会に功労のあった者又は学識経験者で総会において推薦された特別会員で構成される。
また資格として、「登録ランドスケープアーキテクト」を認定しており、ランドスケープアーキテクト連盟はその資格保持者の集まり（UNION)となっている。

## CLA賞
CLA賞は、建設大臣許可の社団法人化を機に会員の優れた作品や業務を顕彰し、協会内部だけでなく広く社会に紹介することを目的として設けられた。
選考手法は各委員が、事前に配布された応募作品の資料に対して募集要綱に示された5つの視点、独創性・新規性、社会的課題解決力、市民・ユーザー評価、プレゼンテーションカ、ランドスケープ職能への貢献度) から評点を付け、選考会当日に集計しかつ解りやすく表現されたものが優位に評価されることになる。そして優秀賞から漏れた作品を対象に特別賞・奨励賞について検討する。
ランドスケープ分野のプロフェッショナルが行った仕事をプロが評価し、優秀なものを表彰するというシステムに特徴がある。同時に、自分が手掛けた作品を如何にアピールするかというコンサルタントに求められる最も重要な要素を、賞が単なる顕彰制度にとどまらず、ランドスケープコンサルタントの技術力向上に繋がるとともに、社会へアピールする材料として活用することも含め、会員企業や従事者の糧になること、応募者は自己が実施した業務の成果について、改めて応募資料という形に取りまとめるため、個々の業務の再 チェック、すなわち品質保証の一翼を担うという面からも、機能させている。
近年では、整備単価の縮減や一部改修のような整備内容の小型化等の要因から、作品といえる業務成果が無いといったよう な意見や応募期間に係わる指摘も聞こえ、これが応募に係わる事務的な課題についての検討とともに、様々な業務について 良い成果を追究するための積極的な姿勢やさらなる工夫も必要とされていたが、2014年度に応募作品の募集に際し、表彰委員会(技術委員会) による議論を経て大規模な改訂を行い、毎年多少の改訂を加えながら続けている。
| 年     | 部門                          | 受賞作品 | 受賞者 | 作品所在地 |
| ------ | ----------------------------- | --- | --- | ---------- |
| 2019年 | 設計部門最優秀賞              | 愛知県精神医療センター～自然環境を活かしたランドスケープ～                                                                           | 現代ランドスケープ（幡知也・西辻俊明）久米設計（矢永勝美・加納史章） |            |
| 2019年 | 設計部門最優秀賞              | 沖縄科学技術大学院大学のランドプランニング                                                                                           | オオバ（萩野一彦（元オオバ/現ランドプランニング）・菊谷隆・北村史高・小高正智・安里智之・金城達治（元オオバ）・工藤栄司・木村一） |            |
| 2019年 | 設計部門優秀賞                | 伊勢志摩国立公園横山展望台再整備 | 景域計画（八色宏昌、湯本香織）合同会社わくわくデザイン（河合洋平） |            |
| 2019年 | 設計部門優秀賞                | ホトリア広場（大手門タワー・ＪＸビル、大手町パークビル）                                                                             | 三菱地所（プロジェクト統括：山極裕史、ランドスケープ担当：植田直樹・松榮宏幸、建築担当：宮地弘毅・高田慎也・小池秋彦） |            |
| 2019年 | 設計部門優秀賞                | ハイアットリージェンシー瀬良垣アイランド沖縄                                                                                         | 石勝エクステリア（森俊策・待野健太郎） |            |
| 2019年 | 調査・計画部門特別賞          | 岩手県北上市展勝地公園内の桜及び陣ヶ丘ツツジ協働管理計画                                                                             | 総合設計研究所東北事務所（大瀧英知・井上航・大石佳奈） |            |
| 2019年 | 設計部門奨励賞                | メッツァランドスケープ設計 | ヘッズ東京本社（福留正雄・加藤修・矢吹克美） |            |
| 2018年 | 設計部門 優秀賞               | 国営飛鳥歴史公園キトラ古墳周辺地区のランドスケープデザイン                                                                           | プレック研究所（安河内泰男・重松博美・松崎淳）修成建設コンサルタント（家島義宜） |            |
| 2018年 | 設計部門 優秀賞               | 長崎漁港防災緑地 | パシフィックコンサルタンツ（西上律治・上出竜司・高橋元幸・大宅克幸・合馬幹人・太田和彦・野里栄照・松田如水・門間俊之・角方謙一・今林豊貴・姫野洋祐(元社員)株式会社ワークヴィジョンズ（西村浩・田村柚香里・伊藤綾子・西村渉(元所員)・森田悠紀(元所員) コヤマケンタロウデザイン事務所（小山憲太郎） |            |
| 2018年 | 調査・計画部門 優秀賞         | 国営沖縄記念公園海洋博覧会地区における海岸自然植生の復元緑化                                                                         | プレック研究所（芝野将年・川上寛人・木寺由香葉・向井哲哉・関元聡・濱田将都） |            |
| 2018年 | 設計部門 特別賞               | 岐阜公園遊具広場 ちびっこ天下広場 | オオバ（小林高浩・松岡史展・小柳太二・木村晃一・丸山昇・河村和紀） |            |
| 2018年 | マネジメント部門 奨励賞       | 都城市中心市街地中核施設整備支援事業市民ワークショップ等運営～まちの中心に集い 楽しむ 「たまり場づくり」ワークショップ～             | アーバンデザインコンサルタント（大杉哲哉・堤八恵子・扇輝久・小峯裕・藤井宏海・金重悠子） カツノ風景デザイン室（勝野靖弘） |            |
| 2017年 | 設計部門 最優秀賞             | グランモール公園再整備 | 三菱地所設計（植田直樹、津久井敦士） |            |
| 2017年 | 設計部門 優秀賞               | 水郷佐原あやめパークのリノベーションー風景再生を目指してー                                                                           | グラック（北川明介、西山秀俊、岸井悠子） |            |
| 2017年 | 設計部門 優秀賞               | 肥後細川庭園（リニューアル） | 虹設計事務所（奥野勇、小林冬樹、光益尚登、鈴木賢司、田中修、松本恵樹、本間眞也）東京ランドスケープ研究所（尾崎友美）清水建設一級建築士事務所 |            |
| 2017年 | 設計部門 優秀賞               | 七本木池公園 | オオバ（小林高浩、小柳太二、松岡史展、木村晃一、須賀正次） |            |
| 2017年 | 調査・計画部門 優秀賞         | 古都・明日香における地域振興を目指した広域サインの計画                                                                               | パシフィックコンサルタンツ（西上律治、岡野郊子、小西弘明、上津原信博、北爪康夫、鶴丸順英、有田義隆、上田竜司、福田雅世、山本早織） |            |
| 2017年 | マネジメント部門 優秀賞       | かなたけの里公園のパークマネジメント                                                                                                 | エスティ環境設計研究所（渋江章子、松本和也、豊崎修平） |            |
| 2017年 | 設計部門 特別賞               | 福岡市水上公園 SHIP´S GARDEN SAILING PARK                                                                                            | エスティ環境設計研究所（井口直）スピングラス・アーキテクツ（松岡恭子）リズムデザイン（井出健一郎、宗像友昭）松下美紀照明設計事務所（松下美紀） |            |
| 2017年 | マネジメント部門 奨励賞       | 千葉港地区における公園からの賑わいづくり                                                                                             | 塚原緑地研究所（塚原道夫、斉藤久芳、鈴木健太、佐久間徹） |            |
| 2016年 | 設計部門 優秀賞               | 史跡田主丸大塚古墳整備実施設計 | アーバンデザインコンサルタント（棚町修一、堤八恵子、大杉哲哉、小峯裕、扇輝久）プランニング横田（横田望）ブルドジオテクノ（花田俊弘） |            |
| 2016年 | 設計部門 優秀賞               | TRI-7 ROPPONGIと天祖神社のランドスケープ                                                                                             | 愛植物設計事務所（山野秀規、山本紀久、丸山英幸、中井理佐子、渡邊幸太、田中秀樹、倉田香織） |            |
| 2016年 | 設計部門 優秀賞               | 横浜市庁舎緑化再整備～街のリノベーション～                                                                                           | グラック（北川明介、井野貴文、岸井悠子） |            |
| 2016年 | マネジメント部門 優秀賞       | 七時雨山のトレイルランニングを通した地域振興と文化的景観の保全                                                                       | パシフィックコンサルタンツ（谷彩音、松延穰、千田雅明、小野崎研郎、千葉清護） |            |
| 2016年 | 設計部門 特別賞               | 第32回全国都市緑化あいちフェア会場設計                                                                                               | プレック研究所（石垣良弘、松崎淳、中川有里）中央コンサルタンツ（三浦利夫、浅野誠一、串原喜之）玉野総合コンサルタント（村上良徳、川本敦子） |            |
| 2016年 | 設計部門 奨励賞               | 北野天満宮境内整備－平成の大改修「紅梅殿別離の庭」                                                                                   | 空間創研（片木孝子、宇戸睦雄、泉崇、後藤逸成、荘田隆久）樋口造園（樋口隆三、樋口貴茂） |            |
| 2016年 | 調査・計画部門 奨励賞         | 碧南レールパーク | オオバ（小林高浩、小柳太二、松岡史展、木村晃一、丸山昇、宮原啓吏）愛知県立芸術大学美術学部（水津功）NPO岡崎まち育てセンター・りた（三矢勝司） |            |
| 2015年 | 設計部門 最優秀賞             | まちなか交流拠点：警固公園実施設計                                                                                                   | 株式会社アーバンデザインコンサルタント（大杉哲哉、堤八恵子、棚町修一、小峯裕）カツノ風景デザイン室（勝野靖弘）あい環境設計研究所（扇輝久） |            |
| 2015年 | 設計部門 優秀賞               | 恵解山古墳公園 | キタイ設計株式会社（坪倉淳、黒﨑道雄、上松昌寛、鳥居彩子、萩原孝司） |            |
| 2015年 | 設計部門 優秀賞               | 豊洲三丁目3街区ランドスケープ（豊洲フロント、豊洲フォレシア、豊洲キュービックガーデン）                                              | 三菱地所設計（植田直樹、塚本敦彦、松榮宏幸、萩原麻衣子、多田裕樹、国府田道夫、野村和宜、高橋洋介、山田俊紀、梶隆之）清水建設（大西正修、鼻戸隆志）第一生命保険（梅垣春記）フィールドフォーデザインオフィス（北島暢哉）プレイスメディア（宮城俊作、吉田新、霜田亮祐）                              |            |
| 2015年 | 調査・計画部門 優秀賞         | 長門に甦る「墓標の博物館」・大寧寺                                                                                                   | アーバンデザインコンサルタント（棚町修一、堤八恵子、大杉哲哉、小峯裕）木村環境デザイン室（木村博志） |            |
| 2015年 | 調査・計画部門 特別賞         | 「大理石門関水晶園」概念方案 | 東京ランドスケープ研究所（小林治人、楊 貴宝、青島利浩、小林新、羽田泰章）国際設景集団（中曽根敏和、長木清、片山正樹、森沙耶香、伊藤敏和、堀越千里、山中達、楊理亜） |            |
| 2015年 | 設計部門 奨励賞               | 国営木曽三川公園カルチャービレッジ大型遊具等の設計                                                                                   | プレック研究所（安河内泰男、松崎淳）中央コンサルタンツ（三浦利夫、浅野誠一） |            |
| 2015年 | マネジメント部門 奨励賞       | 練馬区（仮称）ホタルの里事業に対する一連のコンサルティング～生物多様性に配慮したまちづくり～                                         | 東京ランドスケープ研究所（小林新、上田早織、野間慎司、武田亘典） |            |
| 2014年 | 設計部門（デザイン）最優秀賞  | 新宿イーストサイドスクエア | 三菱地所設計（河合康之、塚本敦彦、松尾教徳、松井章一郎、石附聡、佐藤琢也、姉歯景介、藤貴彰）有限会社ソラ・アソシエイツ（藤田久数、塩井弘一） |            |
| 2014年 | 設計部門（社会性） 最優秀賞   | 第30回全国都市緑化とっとりフェア（お花畑会場）「水と緑のオアシスとっとり2013」                                                       | 空間創研（後藤逸成、荘田隆久、泉崇、福田祥子、駒井修、宇戸睦雄）Code-L（山本哲） |            |
| 2014年 | 調査・計画部門 最優秀賞       | 中杉通りケヤキ並木60年と育成管理への転換                                                                                             | 愛植物設計事務所（趙賢一、佐藤力、橋本恵、丸山秀幸、高林則之） |            |
| 2014年 | マネジメント部門 最優秀賞     | 服部緑地で地域・企業とともにつくる新しい価値「パークライフ」～公園経営とエリアブランディングの視点に立ったパークマネジメントの実践～ | ヘッズ（田中康、野村はな）一般財団法人大阪府公園協会（柿谷武司、竹田和真） |            |
| 2014年 | 設計部門 優秀賞               | みなとみらい21中央地区水際公園（高島水際線公園）                                                                                     | プレック研究所（村上章、黛卓郎、棚瀬新一朗、畑隆弘） |            |
| 2014年 | 設計部門 優秀賞               | 横浜市瀬谷区二ツ橋公園及び瀬谷区総合庁舎敷地外構                                                                                     | 環境デザイン研究所（仙田満、斉藤義、佐藤文昭、藤井公平）NTTファシリティーズ（前田 章、石川弥生、宮野隆行、木村佐知子） |            |
| 2014年 | 設計部門 優秀賞               | 向山古墳群公園 | オオバ（小林高浩、木村晃一、松岡史展、小柳太二） |            |
| 2014年 | 設計部門 優秀賞               | 国営木曽三川公園 フラワーパーク江南                                                                                                  | プレック研究所（安河内泰男、松崎淳、長谷川均） |            |
| 2014年 | 設計部門 優秀賞               | JR荻窪駅北口駅前広場修景整備設計 | グラック（剱田和良、西山秀俊、井野貴文） |            |
| 2014年 | 調査・計画部門 優秀賞         | 対馬市環境基本計画～物語で描く島の将来環境像～                                                                                       | プレック研究所（辻阪吟子、村瀬俊幸、米塚佐世子） |            |
| 2014年 | マネジメント部門 優秀賞       | 愛・地球博記念公園「あいちサトラボ」                                                                                                 | オオバ（小林高浩、木村晃一、松岡史展、小柳太二）あいちサトラボ里山開拓団（加藤正人）愛知県立芸術大学美術学部デザイン・工芸科水津研究室（水津功）愛知県尾張建設事務所都市施設整備課（山口知幸）公益財団法人愛知県都市整備協会（黒滝真克）                                                          |            |
| 2014年 | 設計部門 奨励賞               | 神戸震災復興記念公園（愛称：みなとのもり公園）                                                                                       | エイト日本技術開発ほか5社（岡村郁雄 ほか18名） |            |
| 2014年 | 設計部門 奨励賞               | 中野四季の森公園 | パシフィックコンサルタンツ株式会社（西上律治、三井亨保、岡野効子、池田陽祐、頓所弘行、新畑朋子、平本圭、吉川智子、福田雅世、斉藤泰久、細川照生、岡本尚胤、佐竹健）有限会社イー・エー・ユー（西山健一）東京大学社会基盤科（中井祐）                                                                |            |
| 2014年 | マネジメント部門 奨励賞       | 民間事業者が経営する農業公園のサービス向上作戦（公園管理運営の改善計画）                                                             | 東京ランドスケープ研究所（小林新、小林治人、羽田泰章、髙橋佳祐、上田早織）株式会社ファーム（髙橋憲司、渡邉秀昭、南山勉、浅沼正彦） |            |
| 2013年 | 設計部門 最優秀賞             | 第29回全国都市緑化フェアTOKYOメイン会場                                                                                              | プレック研究所・株式会社ヘッズ東京・ライフ計画事務所・グラック共同提案体（石垣良弘、村岡政子、北川明介、白井浩司、剱田和良、棚瀬新一朗、石原聡子、加藤修、加藤茂男、金子隆行、加藤直人） |            |
| 2013年 | 調査･計画部門 優秀賞          | 桜川市景観まちづくりマスタープランおよび「リーフレット」                                                                             | 東京ランドスケープ研究所（染森健一） |            |
| 2013年 | 設計部門 特別賞               | 相見駅前空間のランドスケープデザイン ～公園をはじめとした駅周辺都市施設のトータルランドスケープ～                                    | オオバ（小林高浩、松岡史展、廣瀬虎男、伊原康敏、土川豊、望月啓史、萩野一彦） |            |
| 2013年 | マネジメント部門 特別賞       | 協働型管理運営体制構築による安全な富士山登山のための情報提供                                                                         | プレック研究所（長谷川均、池尻あき子、伴邦教、梶田えりか、辻阪吟子） |            |
| 2013年 | 設計部門 奨励賞               | 柏崎市文化会館アルフォーレ 外構計画                                                                                                  | 環境デザイン研究所（仙田順子、仙田満、町田潤哉） |            |
| 2013年 | マネジメント部門 奨励賞       | 藤沢市ビオトープ管理者養成講座（上級編）運営における技術的支援                                                                       | グラック・アゴラ造園・日本大学生物資源科学部生物環境科学研究センター（八色宏昌、北川明介、高橋彩、並木崇、枝吉茂種、石井匡志、香取太、島田正文、長谷川功、岩野秀俊、葉山嘉一、大澤啓志、間野伸宏）                                                                                                |            |
| 2012年 | 調査･計画部門 最優秀賞        | 町田市緑の基本計画改定を通した多摩丘陵・里山回廊の確実な保全に向けた手法の検討                                                       | プレック研究所（栗原崇、鴫原史也、鬼頭直美） |            |
| 2012年 | 設計部門 優秀賞               | ギャザリア ビオガーデン「フジクラ木場千年の森」                                                                                      | グラック（八色宏昌、北川明介）株式会社富士植木（大惠朋彦、角幡大亮） |            |
| 2012年 | 設計部門 優秀賞               | 麗澤大学森の中の新校舎 | 株式会社景観設計・東京（都田徹、渡辺浩、武田史郎、福井裕人） |            |
| 2012年 | マネジメント部門 優秀賞       | 生物多様性保全型公園の管理運営計画立案と暫定運営                                                                                     | グラック（八色宏昌、西山秀俊、北川明介、並木崇） |            |
| 2012年 | 設計部門 特別賞               | 第28回全国都市緑化かごしまフェア ”花かごしま2011”                                                                                    | プレック研究所（石垣良弘、福岡薫、棚瀬新一朗、木寺由香葉、石原聡子、井﨑誠、宮元亮祐） |            |
| 2012年 | 設計部門 奨励賞               | 求菩提山史跡修復整備（福岡県豊前市）～修験道の霊山「求菩提山」甦る修験の至宝 ～                                                      | アーバンデザインコンサルタント（棚町修一、塚田和哉、上野一平） |            |
| 2012年 | 調査･計画部門 奨励賞          | 高良山保存整備活用計画（福岡県久留米市）～人を元気にするパワーが宿る筑後国一の宮「高良山」～                                         | アーバンデザインコンサルタント（棚町修一、塚田和哉） |            |
| 2012年 | マネジメント部門 奨励賞       | 福岡市緑のコーディネーター 公共空間を創造・保全する担い手育成の取り組み                                                              | アーバンデザインコンサルタント（大杉哲哉、十時裕、塚田和哉、本村嘉邦、小峯裕） |            |
| 2011年 | 設計部門 最優秀賞             | 一号館広場（丸の内パークビルディング・三菱一号館）                                                                                   | 三菱地所設計（藤江哲也、植田直樹、松榮宏幸、渡辺修） |            |
| 2011年 | 調査･計画部門 優秀賞          | 里地里山自然資源管理モデル検討調査 ～SATOYAMAイニシアティブ発信にむけて～                                                            | プレック研究所（笠原岳洋、松井孝子、河島泰斗） |            |
| 2011年 | 調査･計画部門 優秀賞          | パークシティ浜田山における緑地環境保全                                                                                               | オオバ（土川豊、戸邉真人、忠岡俊彦、湯浅敦司、望月啓史、本田美保、萩野一彦） |            |
| 2011年 | マネジメント部門 優秀賞       | ダイキン工業グローバル研修所「ダイキンアレス青谷」を事例として－海浜砂丘の植生マネジメント－                                         | 愛植物設計事務所（趙賢一、佐藤力、山野秀樹、森野敏彰、伊藤麻子、中井理佐子、山本紀久、大塚生美） |            |
| 2011年 | 設計部門 特別賞               | 第27回全国都市緑化ならフェア 「やまと花ごよみ2010」                                                                                  | 空間創研（後藤逸成、泉崇、駒井修、宇戸睦雄、吉田昌弘） |            |
| 2011年 | 設計部門 奨励賞               | 広尾ガーデンフォレスト1・2期 ランドスケープ計画                                                                                      | 三菱地所設計（藤江哲也、植田直樹、松尾教徳） |            |
| 2011年 | 設計部門 奨励賞               | 石塀と武家門のある小広場の設計 －城下町の町割が残る歴史的町なみにおける小広場の設計－                                                | アーバンデザインコンサルタント（大杉哲哉、勝野靖弘、塚田和哉、矢舗雅史） |            |
| 2010年 | 設計部門 最優秀賞             | 天王寺動物園「アフリカ・サバンナ草食動物／肉食動物ゾーン」                                                                           | 空間創研（佐々木宏二、名取重広、安田卓宏、奥川良介） |            |
| 2010年 | 調査・計画部門 最優秀賞       | 国営昭和記念公園生物関連情報調査分析及び活用業務                                                                                     | 株式会社緑生研究所（田中利彦、伊藤休一） |            |
| 2010年 | 設計部門 優秀賞               | 越谷レイクタウン大相模調節池修景設計                                                                                                 | 株式会社総合設計研究所（木村弘、石井ちはる、志村勝、富樫衛、勝村実、内田剛、武田栄文、木村泰士） |            |
| 2010年 | 設計部門 優秀賞               | ひろしまガーデン＊ガーデン | ヘッズ（中西広樹、杉浦守、松本将司） |            |
| 2010年 | 調査･計画部門 優秀賞          | 広域レベルの生態系ネットワークの形成に向けた空間計画検討                                                                             | プレック研究所（中川有里、村瀬俊幸、岩田周子、米塚佐世子） |            |
| 2010年 | 調査・計画部門 優秀賞         | 鹿児島市景観計画 | アーバンデザインコンサルタント（矢舖雅史、十時裕、大杉哲哉） |            |
| 2010年 | 設計部門 特別賞               | 浜松モザイカルチャー世界博2009 | 中央コンサルタンツ（三浦利夫、木村光、小名紀寿、西川裕之） |            |
| 2010年 | 調査･計画部門 特別賞          | 第26回全国都市緑化おかやまフェア会場計画                                                                                             | ヘッズ（林広一、杉浦守、松本将司、加藤修） |            |
| 2010年 | 設計部門 奨励賞               | 秋吉台自然動物公園 サファリランド「キッズサファリ」                                                                                  | プレック研究所（重松博美、玉井邦治、木寺由香葉） |            |
| 2010年 | 設計部門 奨励賞               | 花畑公園：パークで筋トレ | 株式会社シビックデザイン研究所（出来正典、岩佐英史、出来佳奈子、西村繁孝） |            |
| 2010年 | 調査･計画部門 奨励賞          | 大野城市ふるさと文化財保存整備活用基本計画                                                                                           | アーバンデザインコンサルタント（棚町修一、大杉哲哉、塚田和哉、貞清潔） |            |
| 2010年 | テーマ部門 奨励賞             | 板付ドリチャン倶楽部～「身近なまちなか、まちかどのランドスケープ」創造の試み                                                         | アーバンデザインコンサルタント（堤八恵子、十時裕、大杉哲哉、貞清潔、棚町修一、塚田和哉、矢舖雅史、山田快広） |            |
| 2009年 | 一般部設計部門優秀賞          | 喜瀬別邸HOTEL&SPA ランドスケープ設計監理業務                                                                                         | シビックデザイン研究所 |            |
| 2009年 | 一般部設計部門優秀賞          | 練馬区立石庭の森緑地 | グラック |            |
| 2009年 | 一般部設計部門優秀賞          | 若葉台公園 | ヘッズ |            |
| 2009年 | 一般部設計部門奨励賞          | 熊谷グリーンフォレストビレッジのランドスケープ                                                                                       | 西武造園 |            |
| 2009年 | 一般部設計部門特別賞          | 佐渡トキ野生復帰ステーション設計業務                                                                                                 | プレック研究所 |            |
| 2009年 | 一般部調査・計画部門優秀賞    | 第25回全国都市緑化ぐんまフェア 高崎まちなか会場修景・演出計                                                                          | ライフ計画事務所 |            |
| 2009年 | テーマ部表現・活動部門奨励賞  | 地域連携による資源有効活用方針検討                                                                                                   | 空間創研 |            |
| 2008年 | 一般部設計部門 最優秀賞       | 老人福祉施設「あさひ苑」造園設計 | 愛植物設計事務所 |            |
| 2008年 | 一般部設計部門 特別賞         | サムソンエバーランドズートピア | プレック研究所 |            |
| 2008年 | 一般部設計部門 奨励賞         | ヌーヴェル赤羽台のランドスケープ | グラック |            |
| 2008年 | 一般部設計部門 奨励賞         | びゅうヴェルジェ安中榛名 | オオバ |            |
| 2008年 | テーマ部設計部門 優秀賞       | 公園リニューアルに関する一連の設計(桜川公園他)                                                                                       | グラック |            |
| 2008年 | テーマ部設計部門 奨励賞       | 四番町スクエア〜大正ロマンに出会うまちづくり                                                                                         | 玉野総合コンサルタント |            |
| 2008年 | テーマ部調査・設計部門 優秀賞 | マンション緑地のリニューアルに関する一連の調査・計画                                                                                 | グラック |            |
| 2007年 | 一般部設計部門優秀賞          | 多摩平団地森の再生整備設計 | グラック |            |
| 2007年 | 一般部設計部門優秀賞          | 水元公園水産試験場跡地 | 愛植物設計事務所 |            |
| 2007年 | 一般部設計部門優秀賞          | 六甲道南公園 | ヘッズ |            |
| 2007年 | 一般部設計部門特別賞          | 2006年チェンマイ国際園芸博覧会(ロイヤルフローララー チャプルック 2006) 日本国出展 屋外展示出展「日本庭園」                           | プレック研究所 |            |
| 2007年 | 一般部設計部門奨励賞          | 猿島公園 | 仙田満+環境デザイン研究所 |            |
| 2007年 | テーマ部設計部門優秀賞        | 天草市西の久保公園(花しょうぶ園・自然生態感)                                                                                         | 大揮環境計画事務所 |            |
| 2007年 | 一般部設計部門奨励賞          | 東三河ふるさと公園 | プレック研究所 |            |
| 2007年 | 一般部調査・計画部門最優秀賞  | 愛・地球博 パイオラングー緑化に関わる全体サポート                                                                                    | 環境・グリーンエンジニア |            |
| 2007年 | 一般部調査・計画部門優秀賞    | 都市近郊の「農」の環境保全に向けた提言 - 「多摩地域の里地里山の保全に関する調査研究」より景観の経済価値評価手法検討とケーススタディ  | プレック研究所 |            |
| 2007年 | テーマ部調査・計画部門特別賞  | 第23回全国都市緑化おおさかフェア「西の丸地区」“もてなしの花座                                                                        | 環境設計 |            |
| 2007年 | 一般部表現・活動部門優秀賞    | 浦安東地区2号近隣公園 ワークショップ・実施設計及びイベント企画・運営について                                                         | トデック |            |
| 2007年 | 一般部表現・活動部門優秀賞    | 公園管理支援システムの開発と構築 | グラック |            |
| 2007年 | 一般部表現・活動部門優秀賞    | お客さまへのおもてなしの心を屋上庭園で                                                                                               | 伊勢丹 伊勢丹ビルマネージメントサービス 日比谷アメニス アボック社 YRPユビキタス・ネットワーキング研究所 |            |
| 2007年 | テーマ部表現・活動部門特別賞  | 社会・環境貢献緑地評価システム(SEGES)の構築                                                                                          | 東京ランドスケープ研究所 |            |
| 2006年 | 一般部設計部門優秀賞          | 誠品建築景観設計 | タム地域環境研究所 |            |
| 2006年 | 一般部設計部門奨励賞          | 中部国際空港(セントレア)緑地設計―高密度修景エリア「豊穣の庭」他                                                                      | 飯沼コンサルタント |            |
| 2006年 | テーマ部設計部門特別賞        | 愛・地球博、水の広場 | プレック研究所 |            |
| 2006年 | 一般部設計部門奨励賞          | GENECITY (志木朝面台マンション) | 景観設計・東京 |            |
| 2006年 | 一般部調査・計画部門最優秀賞  | 公園わくわくプラン | KRC |            |
| 2006年 | 一般部調査・計画部門最優秀賞  | 穂高町環境基本計画策定における住民参加のデザイン                                                                                     | プレック研究所 |            |
| 2006年 | 一般部調査・計画部門優秀賞    | ナシオン創造の森 | 都市環境計画研究所 |            |
| 2006年 | 一般部調査・計画部門優秀賞    | 千葉市少年自然の家 | オオバ |            |
| 2006年 | 一般部調査・計画部門特別賞    | 愛・地球博記念公園 「もりのゾーン林床花園、親林楽園」における樹林育成モニタリング調査およびもりをめぐるユニバーサル園路計画          | 飯沼コンサルタント |            |
| 2006年 | テーマ部調査・計画部門優秀賞  | 「安心あかり公園づくり事業」 夜間公団の現況と改善の方向性、ならびに改善後の効果検証に関する調査                                      | プレック研究所 |            |
| 2006年 | テーマ部調査・計画部門優秀賞  | 東久留米南水辺公園ハーフメイドの公園づくり                                                                                           | フジランドスケープ |            |
| 2006年 | 一般部表現・情報部門優秀賞    | 浜名湖花博花壇展示 | 虹設計事務所 |            |
| 2005年 | 一般部設計部門優秀賞          | 天王寺動物園アジアの森 | 空間創研 |            |
| 2005年 | 一般部設計部門奨励賞          | 多摩川ふれあい施設設計 | 景環技術 |            |
| 2005年 | 一般部設計部門奨励賞          | みなくち子どもの森 | 環境設計 |            |
| 2005年 | テーマ部設計部門優秀賞        | みなみ野シティ 栃谷戸公園 | ヘッズ |            |
| 2005年 | テーマ部設計部門特別賞        | 浜名湖花博 中部地方整備局出展庭園「循環の庭」                                                                                        | プレック研究所 |            |
| 2005年 | テーマ部設計部門奨励賞        | 東雲公園 | シピックデザイン研究所 |            |
| 2005年 | テーマ部設計部門奨励賞        | 毛馬桜之宮公園 藤田邸跡 | ランテック計画事務所 |            |
| 2005年 | 一般部調査・計画部門最優秀賞  | 『身近な公園の利用実態』 | 総合計画機構 |            |
| 2005年 | 一般部調査・計画部門優秀賞    | 佐倉市市民文化資産を考えるワークショップからの提言                                                                                   | タム地域環境研究所 |            |
| 2005年 | 一般部調査・計画部門奨励賞    | 青山霊園再生基本設計 | 東京ランドスケープ研究所 |            |